# Le Retour de l'inspecteur Harry
Série L'Inspecteur Harry
L'inspecteur ne renonce jamais
(1976) La Dernière Cible
(1988)
Pour plus de détails, voir Fiche technique et Distribution.
Le Retour de l'inspecteur Harry (Sudden Impact) est un film américain réalisé par Clint Eastwood et sorti en 1983. C'est le 4e épisode de la saga L'Inspecteur Harry.
Lassés des méthodes expéditives employées par l'inspecteur Harry Callahan, ses supérieurs l'envoient dans une petite ville de Californie, pensant qu'il ne pourra y semer le trouble. Loin du calme escompté, il devra faire face à une vague de meurtres à résoudre, dont les mobiles s'apparentent à une vengeance.

## Synopsis
À San Francisco, le soleil se lève à peine. Sur la plage, une femme est en voiture avec un homme. Sans crier gare, Jennifer Spencer (Sondra Locke) sort une arme et abat froidement George Wilburn (Michael Maurer) d'une balle dans les parties génitales et entre les deux yeux. Elle quitte les lieux du crime sans laisser de trace.
Au même moment, Harry Callahan se rend au tribunal où il assiste au procès d'Hawkins (Kevyn Major Howard), un suspect qu'il a lui-même arrêté. L'affaire est rapidement réglée faute d'éléments. En effet, le juge reproche au procureur d'avoir un dossier très peu professionnel : Callahan n'avait pas le droit de saisir la preuve de la culpabilité d'Hawkins. Irrité par le côté administratif de la justice, Harry explique son point de vue à maître D'Ambrosia du bureau du district attorney.
Après avoir insulté Hawkins dans l'ascenseur (« tu n'es qu'une merde de chien qui s'étale sur un trottoir »), Harry se rend dans sa cafétéria favorite commander son habituel café noir. En le servant, la serveuse essaie tant bien que mal d'attirer son attention en lui versant une grosse dose de sucre. Plongé dans la lecture d'un journal, Callahan ne remarque rien. Une fois dehors, en prenant une gorgée de son café, il ne peut s'empêcher de la recracher immédiatement. Alors qu'il fait demi-tour pour se plaindre, il aperçoit que la pancarte à la porte indique « fermé ».
En réalité, un braquage a lieu à l'intérieur . Mais l'inspecteur Harry, en passant par l'arrière du magasin, l'arrête à temps en abattant le gang de cambrioleurs. Le dernier survivant, paniqué, prend en otage la serveuse. Callahan s'approche alors lentement de lui et lui braque son .44 Magnum au visage. « Vas-y, allez ! Fais-moi plaisir ! » lui dit-il. Ces quelques mots cinglants finissent par convaincre le preneur d'otage qui se rend au moment où des renforts de police arrivent sur les lieux.
La nuit venue, Harry se présente à l'entrée d'un grand hôtel où une fête est donnée pour le mariage de la petite fille de Threlkis (Michael V. Gazzo). En présence de sa famille dont la mariée, l'inspecteur menace le vieil homme, cachant à peine ses accusations d'avoir ordonné l'exécution d'une prostituée de luxe, Linda Doker, repêchée dans la baie un mois auparavant. Callahan explique qu'elle avait « la poitrine lacérée, les pieds calcinés, le visage écrasé, réduit en bouillie ». Threlkis panique lorsque l'inspecteur sort de sa veste des papiers où selon lui, la jeune femme aurait tout confessé. Déstabilisé, il succombe d'une crise cardiaque devant tous ses convives.
En quittant les lieux, Callahan croise la réceptionniste qui lui demande ce qu'il s'est passé. Sans sourciller, il répond en tendant les feuilles, qui sont vierges : « On leur a présenté l'addition et ils ont craqué ! Naturellement… ».
Le lendemain, Harry arrive sur la scène d'un crime où la police enquête. Décrit par un collègue comme « un rigolo, un type qui s'est fait faire une vasectomie au .38 spécial », George Wilburn gît dans sa voiture avec une balle dans les parties et une autre dans la tête. Présente parmi les badauds, Jennifer Spencer regarde la police analyser la scène. Peu après, elle se présente dans une galerie d'art où a lieu une exposition de ses œuvres. Elle déclare à la gérante qu'elle doit s'absenter pour rencontrer des amis dans le nord. Elle affirme qu'elle manquera ainsi le vernissage. De son côté, Callahan arrive dans le bureau de son directeur, où se trouve également le capitaine Briggs (Bradford Dillman) et le lieutenant Donnelly (Michael Currie). Sa gestion de l'affaire Threlkis n'ayant pas plu à ses supérieurs, ceux-ci lui imposent de prendre des vacances afin que la presse oublie ses méthodes expéditives et que tout se tasse.
Au même moment, Jennifer Spencer se rend dans un hôpital rendre visite à sa sœur Elizabeth, qui stagne dans un état végétatif. Jennifer lui explique alors ce qu'elle a fait à George Wilburn puis la laisse. Le soir venu, alors qu'il quitte un restaurant en voiture, Callahan est attaqué par quatre hommes de main de Threlkis. Parvenant à en abattre trois, il voit s'échapper le dernier. À la suite de cet incident, Donnelly ordonne alors à Callahan de faire une pause.
Plus tard, dehors dans la forêt, Callahan s'entraîne à tirer avec son pistolet .44 Automag (seul film dans lequel Eastwood use d'un pistolet, dans tous les autres il a des revolvers). Son ami Horace King (Albert Popwell) arrive pour lui parler, et le convainc qu'il ferait mieux de partir un peu en vacances.
En rentrant chez lui à San Francisco dans la nuit, Callahan est attaqué cette fois par Hawkins et ses amis. La course poursuite en voiture se termine avec la mort du jeune délinquant et de sa bande, leur voiture plongeant dans la mer. Ce nouveau drame est celui de trop pour Donnelly. Il ordonne à son inspecteur d'enquêter sur le meurtre de Wilburn. Acceptant à contre-cœur, celui-ci doit partir pour San Paulo, quittant ainsi San Francisco.
Une fois à San Paulo, l'inspecteur de police reçoit un cadeau de son ami Horace, un bouledogue nommé Patate (Meathead en version originale). Il en profite aussi pour arrêter un braquage de banque dès son arrivée en ville, sauvant la vie du jeune agent Bennett (Mark Keyloun). En promenant son chien, Callahan bouscule Jennifer Spencer. Ils échangent quelques mots et partent chacun de leur côté.
Le soir venu, le policier part boire un verre dans un bar. Il fait ainsi la connaissance de la vulgaire Ray Parkins. Après l'avoir insultée, Callahan demande si quelqu'un connait George Wilburn. Quand il explique comment Wilburn est mort, Ray commence à éclater de rire ce qui entraîne une avalanche de rire de la part des autres clients du troquet.
Le matin suivant, Kruger (Jack Thibeau), l'un des violeurs, part pêcher à la plage. Suivi par celle qui cherche à se faire justice, il est assassiné de la même façon que Wilburn. Quand son corps est retrouvé par la police, Callahan se fait salement engueuler par le chef Jannings (Pat Hingle) pour sans cesse interférer avec le travail de la police de San Paulo. Pourtant, de retour dans les locaux de la police locale, Callahan demande à Bennett de découvrir tout ce qu'il peut sur l'affaire. Harry trouve une photo des amis du fils de Jannings sur le mur, et oblige Bennett à enquêter dessus aussi.
À la fin de la journée, Callahan passe par la poissonnerie de Mme Kruger. Après une violente altercation avec ses frères, Eddie (Russ McCubbin) et Carl (Robert Sutton), il rencontre à nouveau Spencer, à un café en plein air. Au cours de la discussion, elle et lui s'accordent sur l'idée que le résultat compte plus que la méthode, en matière de justice. Mais Callahan prend soin de préciser que l'on ne peut enfreindre la loi sans conséquence. Il lui révèle qu'il enquête sur le meurtre de George Wilburn, ce qui la rend nerveuse.
Callahan se rend au domicile de Tyrone, et le trouve mort, à son tour victime de la vengeance de Spencer. Mick séjourne chez Ray Parkins, tous deux se préparant à une probable attaque. Quand l'inspecteur vient les interroger, Mick l'attaque, mais Callahan parvient à le maîtriser, puis l'amène au poste de police. Spencer va alors abattre Ray Parkins, qui les avaient piégées elle et sa sœur en organisant leur viol collectif. Callahan et Spencer se rencontrent à nouveau, puis font l'amour. En partant, l'inspecteur remarque la voiture de Spencer, qu'il a déjà vue devant le domicile de Parkins. Il retourne chez Parkins et découvre son cadavre. Eddie et Carl paient la caution de Mick. Pendant ce temps, Horace arrive au motel où séjourne Callahan pour célébrer l'apaisement des tensions à San Francisco. Mais il est accueilli par Mick et ses hommes de main, qui attendaient Harry dans sa chambre ; Horace est assassiné tandis que le chien est blessé. Mick va ensuite trouver Callahan. L'inspecteur est battu brutalement et jeté à l'océan, perdant ainsi son arme.
Spencer arrive au domicile des Jannings, avec l'intention de tuer Alby, qui était l'un des violeurs. Elle découvre celui-ci dans un état catatonique : son sentiment de culpabilité l'a conduit à tenter de se suicider en provoquant une collision en voiture, ce qui a entraîné des dommages cérébraux irréversibles.
Le chef Jannings admet avoir falsifié l'investigation pour protéger sa réputation ainsi que son fils unique. Il convainc Spencer d'épargner la vie d'Alby, promettant que Mick sera dûment puni. Mais il ignore que celui-ci est en liberté, et bientôt Mick et son équipe arrivent sur les lieux, abattent Jannings avec l'arme de Spencer, qu'ils capturent. Callahan survit à la tentative d'assassinat et rentre chercher une autre arme ; il découvre Horace assassiné et le chien blessé. Callahan décide de se venger.
Le gang de Mick amène Spencer au parc d'attractions situé sur la plage, avec l'intention de la violer à nouveau, mais elle s'échappe vers le manège. Ils la recapturent, mais sont stupéfaits par le retour de l'inspecteur, qu'ils avaient laissé pour mort. Après avoir tué Eddie et Carl, Callahan poursuit Mick, qui s'enfuit avec Spencer au sommet d'un circuit de montagnes russes. L'inspecteur réitère sa phrase de défi, « fais-moi plaisir », cette fois à l'encontre de Mick. Quand Mick se met à rire, Spencer en profite pour se libérer. Callahan abat alors Mick, qui plonge au travers du toit vitré du manège, s'empalant sur la corne d'une licorne.
La police arrive, on trouve le calibre .38 de Spencer sur le corps de Mick. Callahan déclare que les analyses balistiques apporteront la preuve que « son » arme a été utilisée pour tous les meurtres. Callahan accompagne Spencer hors du périmètre d'investigation, éprouvant une certaine empathie pour celle qui a cherché à se venger de ces crapules, en dehors du cadre de la loi.

## Fiche technique
Sauf indication contraire, les informations mentionnées dans cette section peuvent être confirmées par la base de données cinématographiques IMDb,  présente dans la section « Liens externes ».
- Titre francophone : Sudden Impact : Le Retour de l'inspecteur Harry
- Titre original : Sudden Impact
- Réalisation : Clint Eastwood
- Scénario : Joseph C. Stinson, avec la participation non créditée de Dean Riesner (d'après les personnages créés par Harry Julian Fink et R. M. Fink)
- Histoire : Earl E. Smith et Charles B. Pierce (en)
- Musique : Lalo Schifrin
- Montage : Joel Cox
- Photographie : Bruce Surtees
- Décors : Edward C. Carfagno
- Costumes : Sue Moore et Darryl Athons
- Producteur : Clint Eastwood
  - Producteur délégué : Fritz Manes
  - Producteur associé : Steve Perry
- Société de production : The Malpaso Company
- Société de distribution : Warner Bros. (États-Unis)
- Pays de production :  États-Unis
- Langue originale : anglais
- Format : Technicolor • 2.35 • 35 mm - son mono
- Genre : policier, thriller
- Durée : 113 minutes
- Dates de sortie[1] : 
  - États-Unis : 9 décembre 1983
  - France : 22 août 1984
- Classification :
  - États-Unis : Restricted (interdiction aux mineurs de 17 ans non accompagnés d'un parent)
  - France : Interdiction aux mineurs de 13 ans à sa sortie, interdiction aux mineurs de 12 ans depuis la réforme de 1990.
- Affiche : Bill Gold (États-Unis)

## Distribution
- Clint Eastwood (VF : Jean-Claude Michel) : l'inspecteur Harry Callahan
- Sondra Locke (VF : Martine Messager) : Jennifer Spencer
- Pat Hingle (VF : Antoine Marin) : le chef Jannings
- Bradford Dillman (VF : Philippe Ogouz) : le capitaine Briggs
- Paul Drake (VF : Daniel Russo) : Mick
- Audrie Neenan (VF : Nita Klein) : Ray Parkins (créditée Audrie J. Neenan)
- Jack Thibeau (VF : Bernard Tiphaine) : Kruger
- Michael Currie (VF : André Valmy) : le lieutenant Donnelly
- Albert Popwell (VF : Gérard Dessalles) : Horace King
- Mark Keyloun (VF : Éric Baugin) : l'officier Bennett
- Kevyn Major Howard (VF : Jean-François Vlérick) : Hawkins
- Bette Ford (VF : Julia Dancourt) : Leah
- Nancy Parsons (VF : Paule Emanuele) : Mme Kruger
- Wendell Wellman (VF : Bruno Devoldère) : Tyrone
- Mara Corday : Loretta, la barmaid prise en otage
- Russ McCubbin (VF : Georges Atlas) : Eddie
- Robert Sutton (VF : Serge Lhorca) : Carl
- Nancy Fish : une femme de la Historical Society
- Carmen Argenziano (VF : Georges Claisse) : D'Ambrosia
- Bill Riddick (VF : Louis Arbessier) : le commissaire du district d'Harry
- Lois De Banzie (VF : Claire Guibert) : la juge Hungström (créditée Lois de Banzie)
- Maria Lynch (VF : Marie-Laure Beneston) : l'hôtesse
- Lisa London (VF : Sylvie Feit) : la jeune prostituée
- James McEachin : l'inspecteur Barnes
- Harry Demopoulos (VF : Jean Lagache) : Dr. Barton (crédité Harry Demopoulos M.D.)
- Michael V. Gazzo (VF : Roger Lumont) : Threlkis (non crédité)
- Camryn Manheim : la jeune femme dans l'ascenseur (non créditée)

## Production

### Genèse et développement
En 1979, les scénaristes Michael Butler et Dennis Shryack écrivent pour Warner Bros. le scénario du 4e opus de la saga, alors intitulé Dirty Harry IV: Code of Silence. Le projet ne sera pas retenu par le studio, avant d'être repris par Orion Pictures pour en faire Sale temps pour un flic (1985).
Le script écrit par Charles B. Pierce (en) et Earl E. Smith était à l'origine un projet de film unique avec Sondra Locke. Il est réécrit pour être un nouveau volet de la saga Dirty Harry par Joseph Stinson.

### Attribution des rôles
Notons la présence dans ce film de quatre acteurs de L'Épreuve de force (1977), réalisé également par Clint Eastwood : Clint Eastwood, Sondra Locke, Pat Hingle et Mara Corday.
Il s'agit de la sixième et dernière participation de Sondra Locke aux côtés de Clint Eastwood après Josey Wales hors-la-loi en 1976, L'Épreuve de force en 1977, Doux, Dur et Dingue en 1978, Bronco Billy et Ça va cogner en 1980.
L'acteur Albert Popwell est choisi pour incarner Horace King, l'ami de Harry Callahan. Il apparaît aussi dans les trois précédents épisodes de la saga mais dans des rôles différents.
Le rôle de Mick a été proposé à Ed Harris, avant de revenir à Paul Drake.
Ce film marque la première apparition de la comédienne Camryn Manheim comme figurante et qui jouera notamment dans les séries Ghost Whisperer et Person of Interest.

### Tournage
Le film a été principalement tourné à San Francisco et Santa Cruz en Californie.
Lieux de tournage
San Francisco
- Galeries Bowles Franklin - 765 Beach Street, Fisherman's Wharf[5]
- Civic Center Plaza, Civic Center
- Cour de Justice - 850 Bryant Street
- Mark Hopkins Intercontinental Hotel - 1 Nob Hill Circle, Nob Hill
- Restaurant McDonald's - 701 3rd Street, China Basin  (scène de braquage au Acorn Café)
- Point Lobos, El Camino Del Mar, Lincoln Park
- Ponton 38-40, The Embarcadero

Santa Cruz
- 1000-1600 Pacific Avenue (poursuite)
- La Bahia Apartments - 215 Beach St. (le motel de Harry)
- Plage d’état du pont naturel (scènes de plage)
- Santa Cruz Beach Boardwalk (parc d'attractions)

Monterey
- Baie de Monterey

### Musique
Bandes originales de L'Inspecteur Harry
L'inspecteur ne renonce jamais
(1976) La Dernière Cible
(1988)
À la suite de la mort de Jerry Fielding (qui avait composé la musique du troisième volet) en 1980, la production renouvelle sa collaboration avec Lalo Schifrin, à l’œuvre sur les deux premiers films de la saga, pour composer la musique du film. La chanson This Side of Forever est interprétée par Roberta Flack, sur une musique de Lalo Schifrin et des paroles de Dewayne Blackwell. La chanson n'est pas présente sur les bandes originales commercialisées.
| 1.  | Main Title                            | 3:21 |
| 2.  | Murder By The Sea                     | 2:33 |
| 3.  | Too Much Sugar                        | 1:36 |
| 4.  | Frisco Night                          | 2:52 |
| 5.  | Target Practice                       | 1:36 |
| 6.  | The Road To San Paolo                 | 1:47 |
| 7.  | Remembering Terror                    | 6:49 |
| 8.  | Cocktails Of Fire                     | 2:22 |
| 9.  | Robbery Suspect                       | 2:15 |
| 10. | Ginley's Bar                          | 5:56 |
| 11. | Another Victim                        | 1:21 |
| 12. | You've Come A Long Way                | 3:46 |
| 13. | Darkness                              | 4:12 |
| 14. | Crazy                                 | 1:44 |
| 15. | Hot Shot Cop                          | 1:23 |
| 16. | Alby And Lester Boy                   | 2:04 |
| 17. | The Automag                           | 1:39 |
| 18. | Unicorn's Head                        | 3:03 |
| 19. | A Ray Of Light                        | 1:03 |
| 20. | Stairway To Hell                      | 1:03 |
| 21. | San Francisco After Dark (End Titles) | 3:24 |
| 22. | Main Title (Alternate)                | 2:49 |

## Accueil

### Box-office
Le film prend directement la première place du box-office américain le week-end de sa sortie avec 9 688 561 $ et occupe la tête des meilleures recettes durant les deux semaines suivantes. Le quatrième opus de la saga Dirty Harry termine son exploitation américaine après quinze semaines à l'affiche et un résultat de 67 642 693 $ de recettes,. Les recettes mondiales atteignent les 150 000 000 $.
En France, il totalise 937 881 entrées. Il est le seul film de la saga à s'approcher du million d'entrées.
Ce quatrième volet est l'épisode de la saga qui a rencontré le plus de succès au box-office.

## Commentaires

### Citations célèbres
Dans l'ascenseur du tribunal
Callahan : (s'adressant à Hawkins) Écoute pouilleux, pour moi tu n'es qu'une merde de chien qui s'étale sur un trottoir. Et tu sais ce qu'on fait d'une merde de ce genre ? On peut l'enlever soigneusement avec une pelle, on peut laisser la pluie et le vent la balayer ou bien, on peut l'écraser. Alors, si tu veux un bon conseil d'ami, choisis bien l'endroit où on te chiera !
Dans le café avant la fusillade
Malfrat : Qu'est-ce qu'tu fous, espèce de trou du cul ?

Callahan : Tous les jours depuis une dizaine d'années, mon amie Loretta me sert un grand café noir sans sucre. Aujourd'hui, elle m'a bien servi un café noir, mais il était horriblement sucré… C'était écœurant ! Alors naturellement, je viens me plaindre…Ceci dit mes jolis, posez votre artillerie.

Malfrat : Hé, quoi ?

Callahan : Parce que nous n'allons pas vous laisser partir comme ça.

Malfrat : Qui c'est "nous" ? Connard.

Callahan : Smith… Wesson… et moi !
Dans le café après la fusillade
Callahan : Vas-y, allez ! Fais-moi plaisir !

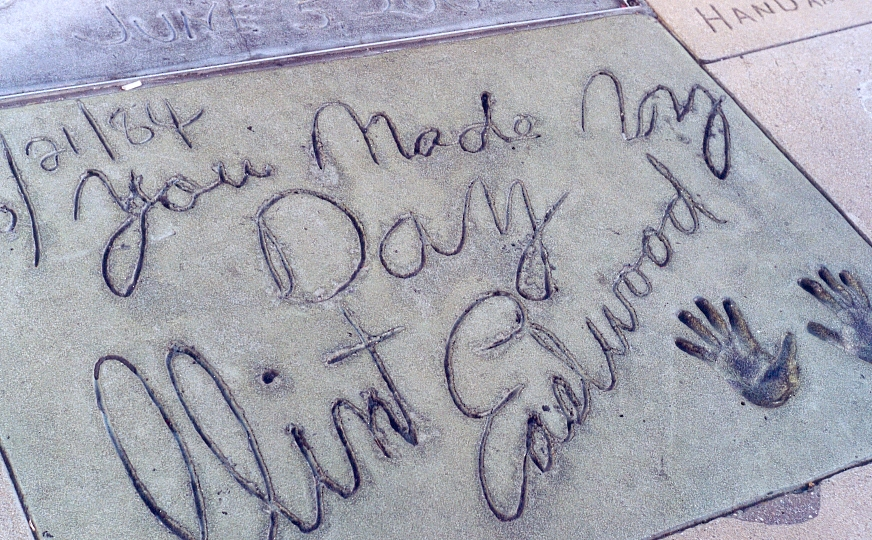
La phrase Make my day prononcée par Harry Callahan

Cette célèbre phrase de l'inspecteur Harry (en anglais « Go ahead, make my day ») est employée deux ans plus tard par Ronald Reagan, lorsque celui-ci menace d'utiliser son veto présidentiel pour empêcher la majorité démocrate au Congrès de voter une loi augmentant les impôts.

### Diffusion en France
Dans son enquête de septembre 2014 concernant les meilleures audiences des films en prime time depuis 1989 lors de leur diffusion à la télévision française, Médiamétrie indique que Le Retour de l'inspecteur Harry a été vu par 13,22 millions de téléspectateurs le 22 septembre 1991, arrivant en 20e position des meilleures audiences. Cela correspondait alors à une part d'audience de 63,8 %.